# 189-я штурмовая авиационная дивизия
189-я штурмовая авиационная Нижнеднестровская ордена Суворова дивизия (189-я шад) — соединение Военно-воздушных сил (ВВС) Вооружённых сил РККА штурмовой авиации, принимавшее участие в боевых действиях Великой Отечественной войны.

## Наименования дивизии

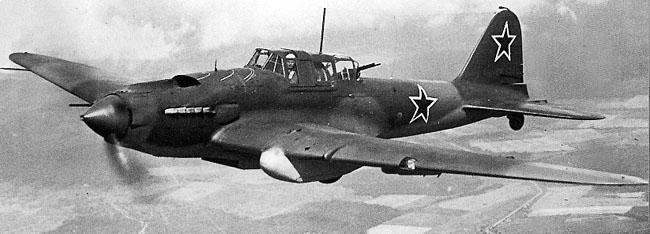
Ил-2

- 189-я ночная бомбардировочная авиационная дивизия;
- 189-я штурмовая авиационная Нижнеднестровская дивизия;
- 189-я штурмовая авиационная Нижнеднестровская ордена Суворова дивизия;
- Войсковая часть (полевая почта) 27826.

## Создание дивизии
189-я ночная бомбардировочная авиационная дивизия переименована в апреле 1944 года в 189-ю штурмовую авиационную дивизию.

## Расформирование дивизии
189-я штурмовая авиационная Нижнеднестровская ордена Суворова дивизия в апреле 1946 года была расформирована в составе 10-го штурмового авиационного корпуса 17-й воздушной армии Южной группы войск на аэродроме Брасов (Румыния).

## В действующей армии
В составе действующей армии:
- с 13 августа 1944 года по 9 мая 1945 года

## Командир дивизии
- Герой Советского Союза полковник Ложечников Андрей Александрович[2], период нахождения в должности: с 3 июня 1944 года по 25 сентября 1944 года.
- Генерал-майор авиации Белицкий Геннадий Иванович[2], период нахождения в должности: с 26 сентября 1944 года до окончания войны.
- гвардии полковник Трубачев Александр Андреевич, ВРИД[3], 05.1945 — 06.1946

## В составе объединений
| Дата          | Фронт (округ)            | Армия                           | Корпус                            | Примечания |
| ------------- | ------------------------ | ------------------------------- | --------------------------------- | ---------- |
| 01.05.1944 г. | Московский военный округ | ВВС Московского военного округа | -                                 | -          |
| 13.08.1944 г. | 3-й Украинский фронт     | 17-я воздушная армия            | -                                 | -          |
| 28.09.1944 г. | 3-й Украинский фронт     | 17-я воздушная армия            | 10-й штурмовой авиационный корпус | -          |
| 09.05.1945 г. | 1-й Украинский фронт     | 17-я воздушная армия            | 10-й штурмовой авиационный корпус | -          |
| 15.06.1945 г. | Южная группа войск       | 17-я воздушная армия            | 10-й штурмовой авиационный корпус | -          |
| 01.04.1946 г. | Южная группа войск       | 17-я воздушная армия            | 10-й штурмовой авиационный корпус | -          |

## Части и отдельные подразделения дивизии
За весь период своего существования боевой состав дивизии не претерпевал изменения:
| Период                  | Наименование                                     | Вооружение |
| ----------------------- | ------------------------------------------------ | ---------- |
| 08.05.1944 — 01.04.1946 | 615-й штурмовой авиационный полк имени Чкалова   | Ил-2       |
| 01.05.1944 — 01.04.1946 | 639-й штурмовой авиационный полк                 | Ил-2       |
| 01.05.1944 — 01.04.1946 | 707-й штурмовой авиационный Краснознаменный полк | Ил-2       |

## Участие в операциях и битвах
- Ясско-Кишиневская операция с 20 августа 1944 года по 29 августа 1944 года.
- Белградская операция[4] с 28 сентября 1944 года по 20 октября 1944 года.
- Будапештская операция[4] с 29 октября 1944 года по 13 февраля 1945 года
- Апатин-Капошварская наступательная операция с 7 ноября 1944 года по 10 декабря 1944 года
- Ондавская наступательная операция с 20 ноября 1944 года по 15 декабря 1944 года
- Венская операция[4] с 16 марта 1945 года по 15 апреля 1945 года:
  - Веспремская наступательная операция с 16 марта 1945 года по 25 марта 1945 года
  - Шопрон-Баденская наступательная операция с 26 марта 1945 года по 6 апреля 1945 года
  - Надьканиже-Кёрмендская наступательная операция с 16 марта 1945 года по 15 апреля 1945 года
  - Штурм Вены с 26 марта 1945 года по 4 апреля 1945 года
- Балатонская оборонительная операция[4] с 6 марта 1945 года по 15 марта 1945 года
- Грацско-Амштеттенская наступательная операция с 25 апреля 1945 года по 5 мая 1945 года

## Почётные наименования
- 189-й штурмовой авиационной дивизии за успешные боевые действия в ходе Ясско-Кишинёвской операции Приказом НКО № 0299 от 7 сентября 1944 года на основании Приказа ВГК № 169 от 22 августа 1944 года присвоено почётное наименование «Нижнеднестровская»[5].
- 707-му штурмовому авиационному полку присвоено почётное наименование «Дунайский»[6]

## Награды
- 189-я штурмовая авиационная Нижнеднестровская дивизия за образцовое выполнение заданий командования в боях с немецкими захватчиками за освобождение города Вена и проявленные при этом доблесть и мужество Указом Президиума Верховного Совета СССР от 17 мая 1945 года награждена орденом Суворова II степени[7].
- 615-й штурмовой авиационный полк имени Чкалова за образцовое выполнение заданий командования на фронте борьбы с немецкими захватчиками и проявленные при этом доблесть и мужество Указом Президиума Верховного Совета СССР от 2 августа 1944 года награждён орденом Красного Знамени[8].
- 639-й штурмовой авиационный полк за образцовое выполнение заданий командования в боях с немецкими захватчиками при овладении городом Будапешт и проявленные при этом доблесть и мужество Указом Президиума Верховного Совета СССР от 5 апреля 1945 года награждён орденом Кутузова III степени[7].
- 639-й штурмовой авиационный ордена Кутузова полк за образцовое выполнение заданий командования в боях с немецкими захватчиками при овладении городами Секешфехервар, Мор, Зирез, Веспрем, Эньинг и проявленные при этом доблесть и мужество Указом Президиума Верховного Совета СССР от 26 апреля 1945 года награждён орденом Суворова III степени[7].
- 707-й штурмовой авиационный Дунайский Краснознамённый полк за образцовое выполнение заданий командования в боях с немецкими захватчиками за освобождение города Вена и проявленные при этом доблесть и мужество Указом Президиума Верховного Совета СССР от 17 мая 1945 года награждён орденом Кутузова III степени[7].

## Благодарности Верховного Главнокомандующего

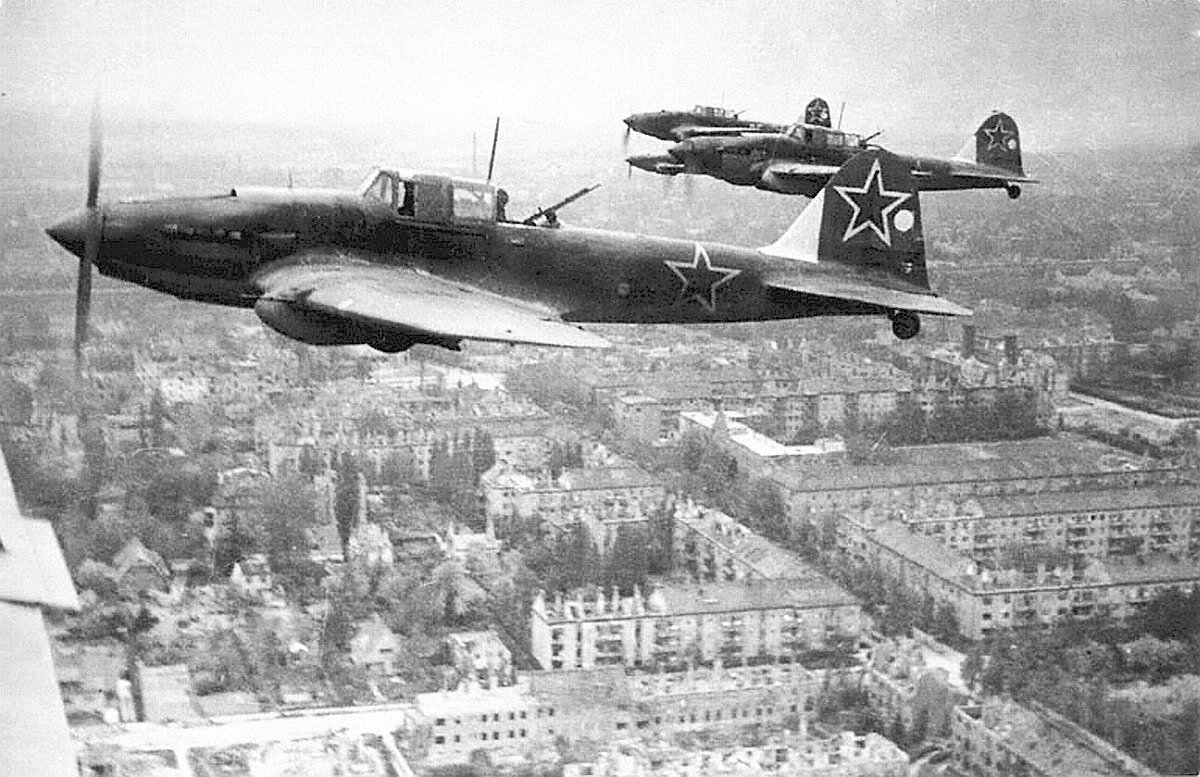
Звено Ил-2м

Верховным Главнокомандующим дивизии в составе корпуса объявлены благодарности:
- за освобождение города Белград[9]
- за овладение городом Шопрон[10]
- за овладение городами Вашвар и Керменд[11]
- за овладение городом Шопрон[12]
- за овладение городом Винер-Нойштадтом[13]
- за овладение городом Санкт-Пельтен[14]
- За овладение городам городом Брно[15]

Особо отмечена в приказах ВГК:
- За отличие в боях при прорыве обороны противника южнее Бендер и крупных населенных пунктов Каушаны, Чимишлия, Лейпциг, Тарутино[16].
- За отличие в боях при форсировании Дуная и прорыве обороны противника, овладении городами и крупными узлами коммуникаций Печ, Ватажек, Мохач и более 330 других населенных пунктов[17].
- За отличие в боях при завершении разгрома окруженной группировки противника в Будапеште и полным овладением столицей Венгрии городом Будапешт — стратегически важным узлом обороны немцев на путях к Вене[18]
- За отличие в боях при овладении городами Секешфехервар, Мор, Зирез, Веспрем, Эньинг, а также более 350 других населенных пунктов[19].
- За отличие в боях при форсировании реки Раба и за овладение городами Чорно и Шарвар — важными узлами железных дорог и сильными опорными пунктами обороны немцев, прикрывающими пути к границам Австрии[20].
- За отличие при прорыве обороны немцев южнее озера Балатон и овладении Залаэгерсегом, Кестелем и городами Надьбайом, Бегене, Марцали и Надьятад — сильными опорными пунктами обороны немцев, прикрывающими нефтяной район Надьканижа[21].
- За отличие в боях при овладении центром нефтяной промышленности Венгрии городом Надьканижа — важным узлом дорог и сильным опорным пунктом обороны немцев[22].
- За отличие в боях при овладении столицей Австрии городом Вена — стратегически важным узлом обороны немцев, прикрывающим пути к южным районам Германии[23].

## Отличившиеся воины дивизии
- Антипов Михаил Николаевич, старший лейтенант, заместитель командира эскадрильи 707-го штурмового авиационного полка 189-й штурмовой авиационной дивизии 10-го штурмового авиационного корпуса 17-й воздушной армии Указом Президиума Верховного Совета СССР 18 августа 1945 года удостоен звания Герой Советского Союза. Золотая Звезда № 6886
- Орлов Пётр Иванович, лейтенант, командир звена 707-го штурмового авиационного полка 189-й штурмовой авиационной дивизии 10-го штурмового авиационного корпуса 17-й воздушной армии Указом Президиума Верховного Совета СССР 18 августа 1945 года удостоен звания Герой Советского Союза. Посмертно.
- Пащенко Иван Васильевич, лейтенант, командир звена 707-го штурмового авиационного полка 189-й штурмовой авиационной дивизии 10-го Штурмового Авиационного Корпуса 17-й Воздушной Армии Указом Президиума Верховного Совета СССР 18 августа 1945 года удостоен звания Герой Советского Союза. Золотая Звезда № 6891.
- Разин Иван Петрович, лейтенант, старший лётчик 639-го штурмового авиационного полка 189-й штурмовой авиационной дивизии 10-го штурмового авиационного корпуса 17-й воздушной армии Указом Президиума Верховного Совета СССР 18 августа 1945 года удостоен звания Герой Советского Союза. Золотая Звезда № 8653
- Сербиненко Николай Илларионович, лейтенант, командир звена 707-го штурмового авиационного полка 189-й штурмовой авиационной дивизии 10-го штурмового авиационного корпуса 17-й воздушной армии Указом Президиума Верховного Совета СССР 18 августа 1945 года удостоен звания Герой Советского Союза. Золотая Звезда № 6894
- Шмелёв Николай Александрович, старший лейтенант, заместитель командира эскадрильи 707-го штурмового авиационного полка 189-й штурмовой авиационной дивизии 10-го Штурмового Авиационного Корпуса 17-й Воздушной Армии Указом Президиума Верховного Совета СССР 18 августа 1945 года удостоен звания Герой Советского Союза. Золотая Звезда № 6892.

## Базирование
| Период            | Место базирования |
| ----------------- | ----------------- |
| 04.1945 — 07.1945 | Тасар, Венгрия    |
| 07.1945 — 08.1945 | Брасов, Румыния   |
| 08.1945 — 04.1946 | Мизил, Румыния    |